# Basisregistratie Grootschalige Topografie
De Basisregistratie Grootschalige Topografie of BGT is een basisregistratie van de Nederlandse overheid, geregeld in de Wet van 25 september 2013, houdende regels omtrent de basisregistratie grootschalige topografie (Wet basisregistratie grootschalige topografie), die op 1 januari 2016 in werking is getreden. In de BGT wordt de topografie van heel Nederland op een eenduidige wijze vastgelegd en voor alle gebruikers beschikbaar gesteld. De BGT vervangt hiermee de Grootschalige Basiskaart van Nederland.
De gegevens worden gratis aan iedereen beschikbaar gesteld via het project Publieke Dienstverlening op de Kaart, waar ze in GML-formaat kunnen worden gedownload of online met een interactieve kaartviewer kunnen worden ingezien.

## Inhoud
De inhoud van de BGT is vastgelegd in het Informatiemodel IMBGT, een datamodel dat aangeeft hoe objecten moeten worden aangeduid en weergegeven. De BGT is objectgeoriënteerd. Dit betekent dat bijvoorbeeld een stuk gras niet meer begrensd wordt door een aantal losse lijnen, maar weergegeven wordt door een gesloten kromme, zoals een veelhoek, of door het deel van het vlak met die kromme als rand. 

## Bronhouders
Ieder object in de BGT heeft kenmerkend voor een basisregistratie één bronhouder. Dat betekent dat de informatie over ieder object  door een beheerder wordt vastgelegd. Een aantal instanties treden als bronhouder op: het Rijk, waaronder het Ministerie van Economische Zaken en Klimaat, Rijkswaterstaat, Defensie, voor rijksgronden, ProRail voor spoorwegen en bijbehorende terreinen, provincies voor provinciale wegen en vaarwegen, waterschappen voor waterlopen en keringen en alle gemeenten voor gemeentelijke percelen en alle overige particuliere terreinen binnen de gemeente.